# 美国国家公园管理局
国家公园管理局（英語：National Park Service，简写NPS），是隶属于美国联邦政府的行政管理机构，负责管理美国的國家公園，國家紀念區，以及其他自然保护区和历史文化遗产。于1916年8月25日由美国国会立法《国家公园管理局組織法》成立。
美国国家公园管理局的直属上级单位是美国内政部，而大多数行政命令都是由内务部长下达，委派管理局的主管官员执行，其主管经美国参议院同意上任。约两万一千多名管理局職员負責全美417个園區的營運，其中59處為国家公园。

## 历史
美国国家公园以及遗产起初是在美国内政部的资助下由私人经营，管辖。而最初倡导要建立一个独立的行政机构来管理这些自然区域的是环保理论家、资本家斯蒂芬·马瑟。在媒体的帮助下，马瑟发起了一项为内务部新政做宣传的社会活动，他们在媒体上发表大量文章，大力宣传美国境内那些风景旖旎、历史悠久的自然公园，以及这些自然风光的教育、精神享受和休闲娱乐的商业价值。这次宣传最终促成了美国国家公园管理局的成立。1916年8月25日，美国总统威尔逊签署法案，法案陈述“委托该机构保护风景区、自然环境、野生动物和历史文物，并以同样的精神和方式为人们提供精神上的享受，也要以同样的手段为美国的子孙后代们妥善保护这些，使之不受损坏，并带给他们享受。”马瑟成为了管理局的首位主管。
1933年3月3日，美国总统胡佛签署了1933年重组法令。这项法令允许总统重组美国政府下属的行政部门。但直到当年夏天新任总统罗斯福才行使了这项权力。而时任管理局副局长建议罗斯福总统，美国内战遗留下来的遗迹应该由国家公园管理局管理，而非美国陆军部。罗斯福批准并签署了两项总统令使其生效。这两项总统令不仅使国家公园管理局接管了归属于美国陆军部的所有历史遗迹，还接管了华盛顿市郊的园林以及由农业部管辖的国家博物馆。

## 历届主管
|      | 姓名                                     | 在任时期       | 在任时期       |
| 上任 | 姓名                                     | 离任           |                |
| ---- | ---------------------------------------- | -------------- | -------------- |
| 1    | 斯蒂芬·马瑟                              | 1917年5月16日  | 1929年1月8日   |
| 2    | Horace M. Albright 霍勒斯·M·奥尔布赖特   | 1929年1月12日  | 1933年8月9日   |
| 3    | Arno B. Cammerer 阿诺·B·坎米尔           | 1933年8月10日  | 1940年8月9日   |
| 4    | Newton B. Drury 牛顿·B·特鲁里            | 1940年8月20日  | 1951年3月31日  |
| 5    | Arthur E. Demaray 阿瑟·E·德玛瑞          | 1951年4月1日   | 1951年12月8日  |
| 6    | Conrad L. Wirth 康拉德·L·维尔斯          | 1951年12月9日  | 1964年1月9日   |
| 7    | George B. Hartzog, Jr. 小乔治·B·哈特佐格 | 1964年1月9日   | 1972年12月31日 |
| 8    | Ronald H. Walker 罗纳德·H·沃克           | 1973年1月7日   | 1975年1月3日   |
| 9    | Gary Everhardt 加里·艾佛哈德             | 1975年1月13日  | 1977年5月27日  |
| 10   | William J. Whalen III 威廉·J·慧轮三世    | 1977年7月5日   | 1980年5月13日  |
| 11   | Russell E. Dickenson 罗素·E·迪克森       | 1980年5月15日  | 1985年3月3日   |
| 12   | William Penn Mott, Jr. 小威廉佩恩莫特    | 1985年5月17日  | 1989年4月16日  |
| 13   | James M. Ridenour 詹姆斯·M·里德诺        | 1989年4月17日  | 1993年1月20日  |
| 14   | Roger G. Kennedy 罗杰·G·肯尼迪           | 1993年6月1日   | 1997年3月29日  |
| 15   | Robert Stanton 罗伯特·斯丹顿             | 1997年8月4日   | 2001年1月 ？日 |
| 16   | Fran P. Mainella 法兰·P·马尼拉           | 2001年8月1日   | 2006年10月15日 |
| 17   | Mary A. Bomar 玛丽·A·波马                | 2006年10月17日 | 2009年1月20日  |
| 18   | Jonathan Jarvis                          | 2009年9月24日  | 2017年1月20日  |

## 国家公园体系
国家公园体系不仅仅限于“公园”，还包含国家公园管理局管辖的所有项目。对于一个项目单元的命名和规划不必包含“公园”二字，事实上，大多数都没有这两个字。这个体系作为一个整体被认为是美国国家宝藏的总和，相对著名的国家公园和博物馆有时会被喻为美国的瑰宝。属于国家公园体系的项目总共占地约338000平方千米，其中还有约17000平方千米的面积归私人所有。国家公园管理局管辖的最大单位是朗格－圣伊利亚斯国家公园暨保护区，占管辖范围总面积的约16%；而最小的单位是宾夕法尼亚州的撒迪厄斯国家纪念馆，占地仅为80平方米。
除了管辖自己的公园单位和其他自然、人文景观，国家公园管理局还为国会附属的地区提供技术和财政帮助。

### 国家园林
自1916年创立起，国家公园管理局就管辖着全美国所有的国家公园，而国家公园的注册数量现今已经增长至59个。
黄石国家公园是美国历史上第一个国家公园。1872年，黄石国家公园并不由任何州政府管辖。基于此，联邦政府暂时起到了直辖的作用。優勝美地國家公園最初以州立公园的身份成立。而公园用地由美国联邦政府在1864年以无限期保护之原因捐赠给加利福尼亚州政府，之后優勝美地的所有权又回到了联邦政府的手中。
起初，每一个国家公园的管理都不独立，有的管理成功，有的管理混乱。在黄石地区，普通公民拥有的公园管理权被美国军方在1886年取代。由于对国家公园财产的管理水平参差不齐。马瑟提议联邦政府，请求改变这一现状。而美国内政部给予的答复是让他去游说国会议员，以期建立一个新的公园管理机构去管辖美国境内所有的国家公园和部分国家博物馆。最终《国家公园组织构成法》立法通过，马瑟获得了成功。之后，管理局又被给予了管辖其他自然保护地区的权利，有许多是由国会指派创立。

### 管理局管辖单位
| 类型                 | 总量            | 总量        |
| -------------------- | --------------- | ----------- |
| 土地面积             | 84,000,000 acre | 340,000 km2 |
| 海洋、湖泊、湿地面积 | 4,502,644 acre  | 18,222 km2  |
| 河流、溪长度         | 85,049 mi       | 136,873 km  |
| 考古挖掘点           | 68,561          | 68,561      |
| 海岸线长度           | 43,162 mi       | 69,463 km   |
| 历史建筑             | 27,000          | 27,000      |
| 博物馆馆藏           | 121,603,193     | 121,603,193 |
| 房屋                 | 21,000          | 21,000      |
| 小径                 | 12,250 mi       | 19,710 km   |
| 马路                 | 8,500 mi        | 13,700 km   |

## 财政预算
国家公园管理局的财政预算被分为两个基础性部分，其一是软性支出，其二是硬性支出。在这两个部分当中，美国国会运用这些财政支出使得管理局的日常服务活动变得更加有目的和针对性。而软性支出又被计算为两个份额：国家公园直接的运营成本和特殊项目的启动。就2010年年度财政报告来说，有五项特殊项目：管理工作和教育、管理专业化、青少年活动、气候影响评估和财政预算重组。